# Famille du Parc Locmaria
 (janvier 2021).
Si vous disposez d'ouvrages ou d'articles de référence ou si vous connaissez des sites web de qualité traitant du thème abordé ici, merci de compléter l'article en donnant les références utiles à sa vérifiabilité et en les liant à la section « Notes et références ».
La famille du Parc Locmaria est une famille de la noblesse bretonne et de la noblesse belge, admise dans la noblesse belge en 1888 par le roi Léopold II.

## Histoire

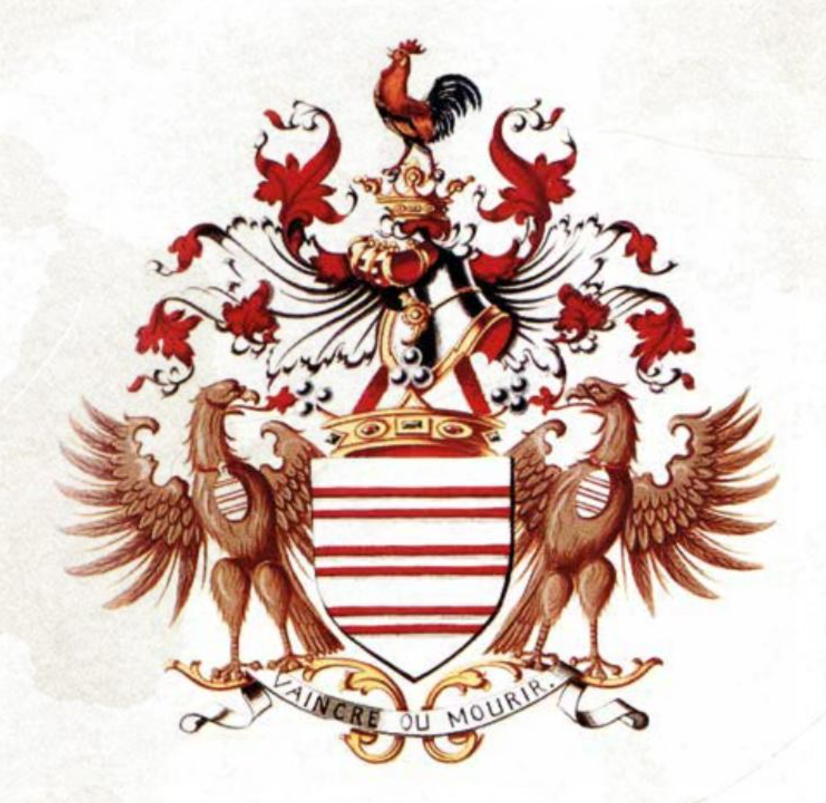
Blason de la famille du Parc Locmaria

En 1405, Tristan du Parc obtient la permission de se faire appeler Tristan Le Bervet, à la suite de son mariage avec Claudine Le Bervet, la dernière de son nom.
Licencié en 1613 par le roi Louis XIII pour se renommer du Parc.
En 1640, le du Parcs reçut l'autorisation du Parlement de Paris de se qualifier désormais de membre de la noblesse.
En 1671, la même chose a été confirmée qu'ils appartenaient à la noblesse depuis au moins dix générations.
Pierre Gustave Louis Isidore du Parc (Ypres, 21 septembre 1823 - Vlamertinge, 1er janvier 1892) était un fils de Charles-Alain du Parc et de Mathilde de Ghelcke. En 1844, il acquiert la nationalité belge. En 1888, il fut admis dans la noblesse héréditaire belge, avec le titre de vicomte, transférable par première naissance. Il épousa à Maastricht en 1849 lady Anne van Dopff (1825-1901). Le couple a vécu à Huis Eyll ou Huis Opveld [1] et a eu neuf enfants, dont Maurice et Gustave du Parc (voir ci-dessous).
Gustave Maurice Théodore Marie Guillaume du Parc (Heer, 16 mai 1854 - Vlamertinge, 23 septembre 1952) obtient le titre de marquis en 1932, transférable par première naissance. Il épouse Madeleine Siltzer (1867-1951) à Ixelles en 1889. Les jugements de 1926 et 1927 ont complété le nom de famille avec Locmaria.
Alain du Parc Locmaria (1892-1973), ambassadeur de Belgique, épousa la comtesse Elisabeth de Hemricourt de Grunne (1899-1972) en 1924. Ils ont eu trois enfants, avec des descendants à ce jour.
Gatien Gabriel Jean Marie du Parc Locmaria (1899-1974) marié à Bruxelles en 1924 avec la baronne Marthe d'Huart du Parc (1904-1981). Ils ont eu neuf enfants, avec des descendants à ce jour. Il devint gouverneur du duc de Brabant, futur roi Léopold III de Belgique, maître de cérémonie à la cour, chambellan du roi et de la reine Astrid. En mai 1940, il accompagne les enfants royaux dans leur exode en France et en Espagne, puis part avec la famille royale en 1944 à Hirschtein-sur-Elbe, puis à Strobl en Autriche, où il reste un an en détention avec elle.
Hadelin Gustave Jean Marie Joseph du Parc (1864-1946) obtient le titre de vicomte en 1921, transférable par première naissance. Il est titulaire d'un doctorat en droit et d'un doctorat en sciences politiques et sociales. Il a été vice-président du comité provincial des monuments et des paysages de Flandre orientale. Il épousa Marie-Thérèse van de Woestyne (1870-1952) à Bruxelles en 1894, fille du sénateur Théophile van de Woestyne. Ils ont eu cinq enfants qui ont été autorisés à changer leur nom de du Parc à du Parc Locmaria par des jugements de 1926 et 1927. Leur fils aîné, Raphaël du Parc Locmaria, (1896-1918) a été tué au combat à Dixmude le 4 mars 1918.
Antoine Guillaume du Parc Locmaria (1901-1974), ingénieur des mines, ambassadeur de Belgique, chef du protocole au ministère des Affaires étrangères, échevin de Herzele, épouse la comtesse Jacqueline de Lannoy (1908-1978) à Bruxelles en 1939. Ils ont eu quatre enfants, avec des descendants à ce jour, mais avec la perspective de l'extinction de la lignée masculine.

## Lettres patentes
- Bruxelles, 29 février 1888, Léopold II, Roi des Belges: Reconnaissance de noblesse et concession du titre de «vicomte», transmissible par primogéniture masculine, pour Pierre-Gustave du Parc.
- Bruxelles, 15 novembre 1921, Albert Ier, Roi des Belges: Autorisation accordée d'utiliser le titre de «vicomte», concédé à leur père, à Alain-Maurice et Hadelin-Gustave du Parc Locmaria.
- Bruxelles, 15 novembre 1921, Albert Ier, Roi des Belges: Concession du titre, transmissible par primogéniture masculine, de «vicomte» pour Émile-Joseph, Jean-Marie et Gatien-Gabriel du Parc.
- Bruxelles, 20 février 1925, Albert Ier, Roi des Belges: Admission pour Antoine-Guillaume du Parc Locmaria, pour porter le titre avec son père.
- Bruxelles, 20 février 1925, Albert Ier, Roi des Belges: Extension à son fils cadet, François-Jean du Parc Locmaria, du titre de Vicomte de son père Hadelin-Gustave du Parc. Le bénéficiaire, à son tour, transférera le titre sur le droit d'aînesse et est autorisé à le porter avec son père.
- Bruxelles, 1er février 1932, Albert Ier, Roi des Belges: Concession du titre, par primogéniture masculine, de « Marquis » au Vicomte Gustave-Maurice du Parc Locmaria.
- Bruxelles, 28 juillet 1939, Léopold III, Roi des Belges: Extension à ses fils cadets du titre de « Vicomte » pour Gatien du Parc Locmaria (précité), gouverneur du prince Baudouin, etc.
- Bruxelles, 3 février 1959, Baudouin, Roi des Belges: Concession du titre, par primogéniture masculine, de «Comte», pour les Vicomtes François, Antoine, Joseph et Gatien du Parc Locmaria, directeur général de la société Iwan Simonis à Verviers, etc.
- Bruxelles, 10 mars 1969, Baudouin, Roi des Belges: Motu proprio concession du titre, par primogéniture masculine, aux petits-fils du Comte Gatien du Parc Locmaria, maître honoraire des cérémonies de la Cour, etc.
- Bruxelles, 9 juin 1971, Baudouin, Roi des Belges: Extension à son fils cadet, Hadelin-Gustave, du titre de son père le Comte Antoine du Parc Locmaria.

### Héraldique
1888 : « d'argent, à trois jumelles de gueules. L'écu surmonté de la couronne de vicomte pour le titulaire, et pour les autres descendants d'un heaume d'argent, grillé, colleté et liseré d'or, doublé et attaché de gueules, aux bourrelets et lambrequins d'argent et de gueules. Cimier : un coq au naturel, crêté, barbé et membré de gueules. Supports : deux aigles au naturel, portant suspendu au cou un médaillon aux armes de la famille. Devise : « Vaincre ou mourir. »

## Généalogie
- Pierre-Gustave, Vicomte du Parc Locmaria (1823-1892) 
  - Maurice-Théodore, 1er Marquis du Parc Locmaria (1854-1952)
    - Alain-Maurice, 2e Marquis du Parc Locmaria (1892-1973)
      - Joseph, 3e Marquis du Parc Locmaria (1925-2001)
        - Alain, 4e Marquis du Parc Locmaria (1959-2019)
          - Albéric, 5e Marquis du Parc Locmaria (1994) et chef de famille